# Front d'Alliberament Àfar
El Front d'Alliberament Àfar (Afar Liberation Front), actualment Partit del Front d'Alliberament Àfar (Afar Liberation Front Party) és una organització política d'Etiòpia i anteriorment política i militar, que representa als àfars conservadors i partidaris de l'antiga dinastia de sultans d'Awsa.

## Història
El 2 de novembre de 1972 estudiants àfars a Egipte van formar la Afar Koborih Angoyya (AKA) que s'ha traduït com Moviment de Mobilització dels Àfars o com Moviment pel Reagrupament dels Àfars. Aquesta organització va demanar al sultà d'Awsa integrar-se al moviment, però aleshores el sultà gaudia d'un estatus econòmic i polític favorable reconegut per l'emperador (negus) i va refusar. La família del sultà era una de les més riques dels país i eren grans latifundistes. Finalment, el 1974, en plena revolució comunista, va decidir aliar-se al AKA, delegant en el seu fill Hanfare Ali Mirah. En una conferència a Berlín l'agost de 1974 el grups tradicionalista del sultà i l'AKA van formar una aliança política sota la presidència d'Hanfare Ali Mirah.
Per la seva part els militars comunistes del Derg es va acostar a les autoritats tradicionals àfars el maig del 1975 i els caps revolucionaris (Teferi Benti, Menguistu Haile Mariam i Atnafu Abate) van exposar a 60 delegats (caps tribals) les idees revolucionàries i els projectes pel progrés dels àfars, que incloïen un gran repartiment de terres entre els camperols pobres. El pare d'Hanfare, el sultà Ali Mirah s'oposava als repartiments de terra planejats, que li foren presentats en detall pels militars comunistes el 31 de maig de 1975; el 2 de juny el sultà va fugir a Djibuti (es diu que per temor a ser detingut, però això no s'ha comprovat) i el 3 de Juny el seu fill Hanfare va declarar l'establiment del Front d'Alliberament Àfar (la direcció militar del qual fou encomanada al seu germà Ahmad Ali Mirah) i va començar a agitar activament als àfars contra el Derg; els militants van atacar especialment la carretera que portava d'Addis Abeba a Assab; grups de joves àfars foren enviats a Somàlia per entrenament.
El 1976 una força militar del Derg dirigida pel general habilitat Habib Mohammed Yayyo de la família reial d'Awsa però de la branca rival dels Ali Mirah (era el fill del sultà Muhammad ibn Daddu Yayyo 1927-1944, deposat per Haile Selassie quan va recuperar el tron el 1944) va derrotar els àfars rebels a la batalla de Do'orita; els etíops van trobar documents que establien que les forces àfars dels sultà eren conservadores però el grup AKA eren esquerrans revolucionaris, i el Derg no va tardar a negociar amb ells. L'AKA es va reorganitzar com Moviment Nacional d'Alliberament Àfar (ANLM) i es va acordar un programe polític-econòmic (National Democratic Revolution Programme) que incloïa el reconeixement de la nació àfar i el seu dret a l'autodeterminació. L'agost l'ANML es va unir formalment a la revolució sent l'únic grup polític de base ètnica que ho va fer.
El 1979 un oposat a aquesta unió, el xeic Hussein Ahmed Mussa, es va escindir del ANML i es va aliar al ALF, sent anomenat com ALF-Nord (la resta del ALF fou conegut com a ALF-Sud) però més tard (23 de març de 1983 en una conferència al Iemen) va constituir el Front Nacional d'Alliberament Àfar (ANLF).
La Regió Autònoma d'Assab es va establir el 1988 (60% de les terres àfars d'Eritrea i Etiòpia) reunint per primer cop (i per ara també per darrer) els territoris àfars en una sola administració (encara que quedaven fora els de Djibuti i Província de Tigre). Els eritreus s'oposaven a l'establiment de la regió, que separava la part oriental de l'antiga colònia (amb la part occidental Eritrea fou constituïda en una altra regió autònoma). El 1990 el Front Popular d'Alliberament de Tigre veia propera la victòria i estava buscant moviments aliats fora de Tigre; fou llavors quan va prendre la iniciativa i va contactar al sultà Ali Mirah al seu exili de l'Aràbia Saudita probablement als inicis de 1991, després d'alguns intents d'aconseguir altres aliats que no van resultar prou sòlids, sent el primer la creació el març del 1987 de l'Organització Democràtica dels Àfars de Tigray (TADO) integrada per unes dotzenes d'àfars que havien lluitat amb el TPLF, que al cap de sis mesos va ser rebatejada Organització Popular Democràtica dels Àfars (Afar People's Democratic Organization APDO). L'aliança es va concretar, i a la caiguda del Derg el maig del 1991, l'ALF es va presentar com el principal defensor de la causa àfar. El seguidors del sultà armats van tornar a operar als territoris àfars ajudats per soldats trigrànies.
Hanfare Ali Mirah va participar en la conferència de Londres de 27-28 de maig de 1991 i el seu pare a la Conferència d'Addis Abeba de l'1 al 5 de juliol de 1991. Un fill del sultà, Habib Ali Mirah, fou elegit president del Consell Regional Àfar (embrió de la futura regió Àfar). El 1992 l'ALF va guanyar les eleccions regionals. Però el Front Popular d'Alliberament de Tigre, que era una organització comunista proalbanesa, veia de mal ull als conservadors de l'ALF; a més volia incorporar territoris àfars a Tigre i finalment controlar per mitjà d'un aliat fidel, la resta del país àfar (excepte la part que va quedar per Eritrea); així que no va tardar a crear conflictes dins l'ALF. El 1994 aquest es va dividir en dues faccions dirigides per Hanfare Ali Mirah i pel seu germà Omar Ali Mirah. Això va permetre l'eclosió a les eleccions del 1995 de l'Organització Popular Democràtica dels Àfars. Aquesta organització es va fusionar poc després amb una de les quatre faccions de l'Ugugumo (Revolució) que havia dirigit Muhyadin Miftah, després que aquest fou arrestat a Djibuti (agost de 1995) i entregat a Etiòpia; 400 soldat de l'Ugugumo van entregar les armes però encara quedaven tres grups més de l'Ugugumo que van seguir la lluita.
A les eleccions del mateix 1995 l'APDO va obtenir 23 escons de 48 (i 3 escons de 8 al parlament federal) i l'ALF només 12 (però també 3 al parlament federal); els altres 13 escons se'ls van emportar altres partits (6 van ser pel Front Nacional d'Alliberament Àfar/Afar National Liberation Front ANLF i la resta per no àfars). No obstant Hanfare va aconseguir el suport dels partits menors i va ser reelegit per 25 vots a 23. Però el març de 1996, mentre Hanfare era de viatge als Estats Units, fou deposat pel Parlament (després de maniobres entre els partits) i el cap de l'APDO, Ismail Ali Siro, proclamar president. Els partits d'oposició (ANLF, ALF, ANDM i algun menor, que havien pres part a les eleccions del 1995) es van agrupar en una aliança que va agafar el nom d'ANDP (Partit Nacional Democràtic Àfar) sent el seu líder Mohammed Yoyyo; l'ANDP va fer aliança amb l'APDO però l'ALF d'Hanfare Ali Mirah (esdevingut després sultà el 2011) finalment va decidir mantenir-se com grup independent i va subsistir amb el nom de Partit del Front d'Alliberament Àfar (Afar Liberation Front Party) dirigit pel seu fill.